# Paris Moon
Paris Moon er et videoalbum, der blev udgivet Blackmore's Night i 2007. Det fejrer gruppens 10 år som band med en koncert i Paris Olympia i 2006.
Bandet spiler en række covernumre, bl.a. Jethro Tulls "Rainbow Blues," Joan Baez' "Diamonds and Rust," Joan Osbornes "Saint Teresa," og et par sange fra Ritchies tidligere bands: Deep Purples "Soldier of Fortune" og Rainbows "Ariel" (selvom sangen faktisk blev skrevet af Night og Blackmore).
Paris Moon blev nomineret til New Age Reporter Lifestyle Music Award i tre kategorier: Best Vocal Album, Best Album og Best Celtic Album.

## Spor

### DVD
1. "Introduction"
2. "Past Time With Good Company"
3. "Rainbow Blues"
4. "Play Minstrel Play"
5. "World of Stone"
6. "Under a Violet Moon"
7. "Soldier of Fortune"
8. "Durch Den Wald Zum Bachhaus"
9. "Diamonds and Rust"
10. "Minstrel Hall"
11. "Home Again"
12. "Streets of London"
13. "Renaissance Faire"
14. "Keyboard Solo"
15. "Ariel"
16. "Loreley"
17. "The Clock Ticks On"
18. "Fires at Midnight"
19. "St. Teresa"
20. "The Village Lanterne"

### CD
1. "Past Time With Good Company/Rainbow Blues"
2. "Play Minstrel Play"
3. "World of Stone"
4. "Under a Violet Moon"
5. "Minstrel Hall"
6. "Home Again"
7. "Ariel"
8. "The Clock Ticks On"
9. "Fires at Midnight"

### Bonus Tracks
1. "The Village Lanterne" (Studio Version)
2. "All Because of You" (Radio Edit)
3. "The Village Lanterne" (Enhanced Video Track)

## Musikere
- Ritchie Blackmore - elektriske og akustiske guitarer, tamburin, drejelire, mandola
- Candice Night - forsanger og baggrundsvokal, skalmeje, rauschpfeife, pennywhistle, chanters, cornamuse
- Sir Robert of Normandie - bas, rytmeguitar, baggrundsvokal
- Bard David of Larchmont - keyboard, vokal
- Squire Malcom of Lunley - trommer, percussion
- Lady Madeline - baggrundsvokal
- Lady Nancy - baggrundsvokal